# Meinrad Hämmerle
Meinrad Hämmerle (* 30. Jänner 1901 in Dornbirn; † 28. März 1973 in Bludenz) war ein österreichischer Politiker (NSDAP/SPÖ) und Fabrikarbeiter. Er war von 1932 bis 1933 Abgeordneter zum Vorarlberger Landtag.

## Ausbildung und Beruf
Nachdem er sieben Jahre lang die Volksschule Dornbirn-Markt besucht hatte, wechselte er für drei Jahre an die Gewerbliche Fortbildungsschule Dornbirn. Er war von 1915 bis 1921 Herrschaftsdiener bei Victor Hämmerle in Dornbirn und arbeitete danach von 1921 bis 1924 als Magazingehilfe bei F.M. Hämmerle in Dornbirn. Sein Leben war in der Folge von Arbeitslosigkeit und Krankheit geprägt, bevor er von 1925 bis 1926 als Arbeiter bei der Vorarlberger Verlagsanstalt in Dornbirn eine Anstellung fand. Danach war er von 1927 bis 1938 Warenkontrolleur bei F.M. Hämmerle in Dornbirn und fungierte von März 1938 bis Juni 1938 als Präsident der Arbeiterkammer in Feldkirch. Von 1941 bis 1942 war er kaufmännischer Angestellter bei den Gebrüdern Ölz in Bregenz und diente ab 1942 bei der Kriegsmarine, wobei er erst 1946 aus der britischen Kriegsgefangenschaft zurückkehren konnte. Danach arbeitete er von 1947 bis 1955 als kaufmännischer Angestellter bei der Firma Hermann Köberl in Bludenz und danach von 1956 bis 1958 als kaufmännischer Angestellter bei den Vorarlberger Illwerken in Schruns.

## Politik und Funktionen
Hämmerle war Mitglied des Reichsbundes der katholisch-deutschen Jugend Österreichs in Dornbirn und fungierte von 1922 bis 1923 als dessen Obmann. Zudem war er von 1923 bis 1927 Landesobmann der Christlichen Textilarbeitergewerkschaft. Zum 25. Februar 1932 trat er der NSDAP bei (Mitgliedsnummer 895.887) und war als Abgeordneter des Wahlbezirkes Feldkirch vom 22. November 1932 bis zum 24. Juli 1933 Abgeordneter zum Vorarlberger Landtag. Er büßte auf Grund des Verbots seiner Partei am 19. Juni 1933 sein Mandat ein. Nach dem Anschluss Österreichs übernahm Hämmerle vom 13. März 1938 bis zum 15. Juni 1938 das Amt eines Landesrats der NSDAP, wurde jedoch per 15. Juni 1938 wegen Kontakten zur Sozialdemokratie aus der NSDAP ausgeschlossen und am 18. Juni 1938 von der Gestapo Bregenz verhaftet und am 28. Juli 1938 vom Gefängnis Innsbruck in das KZ Dachau gebracht, wo er bis zu seiner provisorischen Entlassung am 20. April 1940 die überwiegende Zeit in den Granitsteinbrüchen in Flossenbürg arbeiten musste. Per 15. Oktober 1940 wurde seine „Schutzhaft“ von der Gestapo Innsbruck aufgehoben.
Nach dem Zweiten Weltkrieg wurde Hämmerle 1951 Mitglied der Sozialistischen Partei Österreichs und 1955 Mitglied der Stadtvertretung von Bludenz. Er engagierte sich zudem im Tierschutzverein des Bezirkes Bludenz und der Mietervereinigung Bludenz.

## Privates
Meinrad Hämmerle war der Sohn des Bauschlossers Kasimir Hämmerle (1873–1955) und dessen Gattin Maria Luise Huber (1877–1950). Er heiratete am 18. Jänner 1947 in Bludenz Anna Kadoff, geborene Gumprecht, (1912–1974), wobei seine in Bremen geborene Frau zwei Töchter aus erster Ehe mitbrachte. Hämmerle selbst wurde zwischen 1947 und 1957 Vater von drei Kindern.